# Гильом (лунный кратер)
Кратер Гильом (лат. Guillaume) — большой ударный кратер в северном полушарии обратной стороны Луны. Название присвоено в честь швейцарско-французского физика Шарля Эдуарда Гийома (1862—1943) и утверждено Международным астрономическим союзом в 1979 г. 

## Описание кратера
Ближайшими соседями кратера являются кратер Дюнер на западе; кратер Перкин на северо-западе; кратеры Вольтьер и Монгольфье на востоке; кратер Шнеллер на юго-востоке; кратер Эрлих на юге; а также кратер Винклер на юго-западе. Селенографические координаты центра кратера 45°10′ с. ш. 173°23′ з. д. / 45,16° с. ш. 173,38° з. д., диаметр 56,8 км, глубина 2,4 км.
За длительное время своего существования кратер значительно разрушен, очертания вала скруглены, вал перекрыт множеством кратеров различного размера, при этом северо-восточная часть вала полностью перекрыта тремя кратерами. Средняя высота вала кратера над окружающей местностью 1180 м, объем кратера составляет приблизительно 2700 км³. Дно чаши кратера неровное, не имеет приметных структур за исключением множества мелких кратеров. 

## Сателлитные кратеры

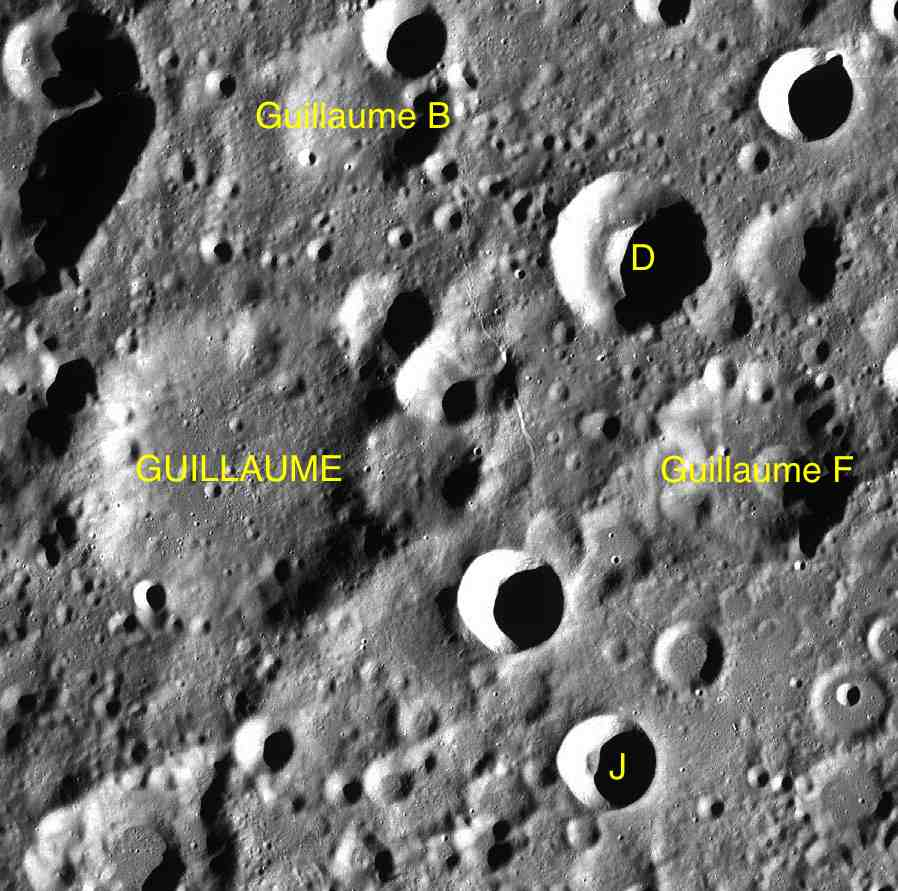
Фрагмент карты LAC-33.

| Гильом | Координаты                                              | Диаметр, км |
| ------ | ------------------------------------------------------- | ----------- |
| B      | 47°10′ с. ш. 172°28′ з. д. / 47,17° с. ш. 172,47° з. д. | 27,9        |
| D      | 46°23′ с. ш. 170°22′ з. д. / 46,38° с. ш. 170,36° з. д. | 26,8        |
| F      | 45°13′ с. ш. 169°23′ з. д. / 45,22° с. ш. 169,38° з. д. | 34,9        |
| J      | 43°34′ с. ш. 170°31′ з. д. / 43,56° с. ш. 170,52° з. д. | 16,6        |